# Милосављевића крушка
Запис Милосављевића крушка је дрво запис у селу Десимировац у Шумадији близу Крагујевца. Налази се на њиви Милосављевић Зорана, потес Виногради. Према процени стручњака , крушка је Pirus piraster Bursgsd. – породица Rosaceae.

## Заветине и литије
Заветина у Десимировцу је Други четвртак по Васкрсу.
Литије се у Десимировцу носе за Силазак Светог Духа на апостоле - Тројице.

## Дендролошка својства стабла
Обим стабла је 2.3m, висина 10m, пречник круне 5m.

## База записа
Запис је у оквиру Викимедија пројекта "Запис - Свето дрво" заведен под редним бројем 0006.